# Куниці (Лодзинське воєводство)
Куниці (пол. Kunice) — село в Польщі, у гміні Славно Опочинського повіту Лодзинського воєводства.
Населення — 392 особи (2011).
У 1975-1998 роках село належало до Пйотрковського воєводства.

## Демографія
Демографічна структура станом на 31 березня 2011 року:
|          | Загалом | Допрацездатний вік | Працездатний вік | Постпрацездатний вік |
| -------- | ------- | ------------------ | ---------------- | -------------------- |
| Чоловіки | 200     | 47                 | 130              | 23                   |
| Жінки    | 192     | 28                 | 122              | 42                   |
| Разом    | 392     | 75                 | 252              | 65                   |